# Body and Soul (1947)
Body and Soul is een Amerikaanse film noir uit 1947 onder regie van Robert Rossen. In Nederland werd de film destijds uitgebracht onder de titel Zijn laatste wedstrijd.

## Verhaal
Wanneer Charley Davis een bokswedstrijd voor amateurs wint, neemt de promotor Quinn hem onder zijn hoede. De moeder van Charley wil niet dat hij deelneemt aan wedstrijden, maar na de dood van zijn vader gaat hij toch boksen voor geld. Hij wordt al spoedig een succesvol bokser, maar dan kruist de gewetenloze bokspromotor Roberts zijn pad.

## Rolverdeling
| Acteur         | Personage      |
| -------------- | -------------- |
| John Garfield  | Charley Davis  |
| Lilli Palmer   | Peg Born       |
| Hazel Brooks   | Alice          |
| Anne Revere    | Anna Davis     |
| William Conrad | Quinn          |
| Joseph Pevney  | Shorty Polaski |
| Lloyd Gough    | Roberts        |
| Canada Lee     | Ben Chaplin    |